# Canandaigua (pueblo)
Canandaigua es un pueblo ubicado en el condado de Ontario en el estado estadounidense de Nueva York. En el año 2000 tenía una población de 7,649 habitantes y una densidad poblacional de 52 personas por km².

## Geografía
Canandaigua se encuentra ubicado en las coordenadas 42°51′26″N 77°18′13″O / 42.85722, -77.30361.

## Demografía
Según la Oficina del Censo en 2000 los ingresos medios por hogar en la localidad eran de $44,893 y los ingresos medios por familia eran $52,596. Los hombres tenían unos ingresos medios de $38,523 frente a los $26,118 para las mujeres. La renta per cápita para la localidad era de $25,202. Alrededor del 6.4% de la población estaban por debajo del umbral de pobreza.